# Mike Bolsenbroek
Mike Bolsenbroek (* 11. März 1987 in Apeldoorn) ist ein niederländischer Baseballspieler. Der rechtshändige Pitcher wurde 2014, 2016 und 2019 mit der niederländischen Baseball-Nationalmannschaft Europameister und gewann mit den Buchbinder Legionären Regensburg fünf und den Heidenheim Heideköpfen drei Meistertitel. Im Juli 2008 unterzeichnete Bolsenbroek einen Profivertrag mit den Philadelphia Phillies, für die er bis 2010 in den Minor Leagues spielte.

## Karriere

### Jugend
Mike Bolsenbroek begann das Baseballspielen bei Robur '58 Apeldoorn. Er spielte in allen Altersgruppen in den jeweiligen niederländischen Nationalmannschaften. Ab 2004 spielte er für Mr. Cocker HCAW Bussum in der Honkbal Hoofdklasse, der höchsten niederländischen Baseballliga, wechselte aber bald in die USA und setzte dort seine Baseballausbildung an der El Modena High School und dem Santa Ana College in Kalifornien fort. Bolsenbroek wurde 2006 und 2007 von den Chicago White Sox gedraftet, es kam jedoch zu keiner Vertragsunterzeichnung. 2008 drafteten ihn die Philadelphia Phillis.

### Minor Leagues
In der Organisation der Philadelphia Phillies spielte Bolsenbroek von 2008 bis 2010 bei verschiedenen Teams in den Minor Leagues. Zuletzt wurde er bei den Lakewood Blueclaws in der South Atlantic League als Relief Pitcher eingesetzt. Im Spring Training 2011 gelang es ihm nicht, sich für einen Platz in einem Team der Phillies zu qualifizieren. Sein Vertrag wurde aufgelöst.

### Buchbinder Legionäre, Heidenheim Heideköpfe und Nationalmannschaften
Mike Bolsenbroek war bis 2018 Starting Pitcher bei den Buchbinder Legionären Regensburg. Mit ihnen gewann er fünf Deutsche Meisterschaften. Seit der Saison 2019 spielt Bolsenbroek bei den Heidenheim Heideköpfen, mit denen er auch in seiner ersten Saison dort den deutschen Meistertitel holte. Bolsenbroek gilt als einer der besten Pitcher der Baseball-Bundesliga. Seit 2014 ist er Mitglied der niederländischen Baseball-Nationalmannschaft. Bolsenbroek spielte auch für die Deutsche Baseball-Nationalmannschaft und nahm 2012 für Deutschland am World Baseball Classic Qualifier in Regensburg teil.

## Sportliche Erfolge
Mit der niederländischen Nationalmannschaft wurde Bolsenbroek 2014 im tschechischen Brünn, 2016 im niederländischen Hoofddorp und 2019 in Bonn Europameister. Bei den Europameisterschaften 2014 in Brünn gelang ihm ein Perfect Game gegen Griechenland. Bolsenbroek wurde als bester Pitcher des Turniers ausgezeichnet. In der Finalrunde der Deutschen Baseball-Meisterschaft 2012 wurde er zum Most Valuable Player der Serie ernannt. 2011, 2013 und 2015 wurde Bolsenbroek als bester Pitcher der Bundesliga Süd ausgezeichnet. Von 2008 bis 2013 überstand er eine ununterbrochene Serie von 53 Spielen ohne Loss, verbuchte dabei 29 Wins und blieb über 291,2 Innings ungeschlagen. Am 29. August 2015 sorgte Mike Bolsenbroek im Halbfinalspiel der Legionäre gegen die Solingen Alligators für Aufsehen, als er in einem Spiel 18 Strikeouts warf.